# 고태산
고태산(본명: 고상우, 1961년 8월 13일 ~ )은 대한민국의 배우다.

## 생애
1984년 연극 배우로 인해 첫 데뷔하였다.

## 출연
드라마
- 1990년 KBS 2TV 《야망의 세월》
- 1991년 MBC 《산너머 저쪽》
- 1991년 KBS 1TV 《왕도》
- 1992년 MBC 《약속》
- 1993년 MBC 《제3공화국》
- 1993년 KBS 1TV 《당신이 그리워질때》
- 1994년 SBS 《박봉숙 변호사》
- 1996년 KBS 2TV 《파리공원의 아침》
- 1996년 KBS 1TV 《용의 눈물》
- 1998년 KBS 2TV 《야망의 전설》
- 1999년 KBS 1TV 《당신》
- 1999년 MBC 《허준》
- 2000년 KBS 1TV 《태조 왕건》 - 고려 황궁 수문장 역
- 2000년 SBS 《덕이》
- 2000년 SBS 《여자만세》
- 2001년 KBS 2TV 《꽃밭에서》
- 2001년 MBC 《결혼의 법칙》
- 2001년 MBC 《상도》
- 2002년 MBC 《내 이름은 공주》
- 2002년 SBS 《야인시대》 - 고등계 형사 / 형무소에서 배식 수감자 (1인 2역)
- 2003년 SBS 《올인》
- 2003년 EBS 1TV 《역사극장》
- 2003년 KBS 1TV 《무인시대》- 푸타우 역
- 2003년 MBC 《대장금》
- 2004년 EBS 1TV 《네 손톱 끝에 빛이 남아 있어》
- 2004년 MBC 《영웅시대》
- 2004년 KBS1 《불멸의 이순신》
- 2004년 KBS 2TV 《부모님 전상서》
- 2005년 MBC 《제5공화국》
- 2005년 MBC 《사랑찬가》
- 2005년 SBS 《서동요》
- 2006년 KBS1 《서울 1945》
- 2006년 SBS 《사랑과 야망》
- 2006년 MBC 《주몽》
- 2007년 MBC 《이산》
- 2007년 MBC 《뉴하트》 - 환자의 보호자 역
- 2008년 SBS 《일지매》
- 2012년 KBS1 《대왕의 꿈》
- 2015년 MBC 《달콤살벌 패밀리》

시트콤
- 1995년 SBS 《LA아리랑》
- 1997년 MBC 《남자 셋 여자 셋》
- 2000년 MBC 《세 친구》
- 2002년 MBC 《연인들》

재연극
- 1996년 ~ 1997년 MBC 《경찰청 사람들》
- 1996년 ~ 1997년 KBS 1TV 《긴급구조 119》
- 1998년 ~ 2003년 KBS 1TV 《TV 내무반 신고합니다》
- 2000년 ~ 2003년 경인방송 《리얼스토리 실제상황》

연극
- 1996년 《사도장헌세자의 불운과 비애》 - 홍인한 역 (조연)

뮤지컬
- 2000년 《아가씨와 건달들》